# Elauesachel
Elauesachel ist ein Ort im administrativen Staat Aimeliik auf der Insel Babeldaob in Palau.

## Geographie
Der Ort liegt im Nordosten des Verwaltungsbezirks, in der Nähe zum benachbarten Ngatpang.
Er bildet einen wichtigen Verkehrsknoten zum Ngatpang Quarry im Norden, nach Ngchemiangel im Westen und nach Ngerngesang (Galakasan) an der Ostküste im administrativen Staat Ngchesar.
Im Ort befindet sich die Taiwan Technical Mission. In ca. 1 km Entfernung im Osten befinden sich die Ngatpang Waterfalls.

## Klima
Das Klima ist tropisch heiß, wird jedoch von ständig wehenden Winden gemäßigt. Ebenso wie die anderen Orte von Palau wird Elauesachel gelegentlich von Zyklonen heimgesucht.